# La Unión, Chalcatongo de Hidalgo
La Unión är en ort i Mexiko.   Den ligger i kommunen Chalcatongo de Hidalgo och delstaten Oaxaca, i den sydöstra delen av landet, 300 km sydost om huvudstaden Mexico City. La Unión ligger 2 283 meter över havet och antalet invånare är 127.
Terrängen runt La Unión är huvudsakligen kuperad, men västerut är den bergig. Runt La Unión är det ganska glesbefolkat, med 26 invånare per kvadratkilometer. Närmaste större samhälle är Villa Chalcatongo de Hidalgo, 10,9 km nordost om La Unión. I omgivningarna runt La Unión växer huvudsakligen savannskog.